# مغامرات توم سوير
مغامرات توم سوير هي رواية تعود لعام 1876 كتبها مارك توين عن صبي نشأ على طول نهر المسيسيبي. يقع في أربعينات القرن التاسع عشر في مدينة خيالية اسمها سانت بيترسبرغ، التي يقع مقرها في هانيبال بولاية ميسوري، حيث عاش توين في طفولته. في الرواية، يخوض توم سوير العديد من المغامرات، غالبًا مع صديقه هاكلبري فين. كان الكتاب في الأصل فشلًا تجاريًا، وانتهى به الأمر ليكون الأكثر مبيعًا لأي من أعمال توين خلال حياته.
على الرغم من أن تكملة الكتاب، (مغامرات هكلبيري فين) طغت عليه، إلا أن الكثيرين يعتبرونها تحفة من الأدب الأمريكي. وكانت الرواية من أوائل الروايات التي كُتبت على الآلة الكاتبة.
ظهرت شخصية توم سوير في ثلات روايات أخرى لمارك توين هي مغامرات هاكيلبيري فين (1884) وتوم سوير خارج البلاد والمحقق توم سوير (1896).
سوير ظهر أيضاً في ثلاث أعمال غير منتهية لمارك توين هي «هاك وتوم بين الهنود» و«تلة المدرسة» و«مؤامرة توم سوير». بينما نشرت هذه الأعمال غير المنتهية بعد وفاة مارك توين فقط «مؤامرة توم سوير» شبه كاملة لأن توين قام بهجر الروايتين الأخريين بعد تكملة فصول منها فقط.

## الحبكة

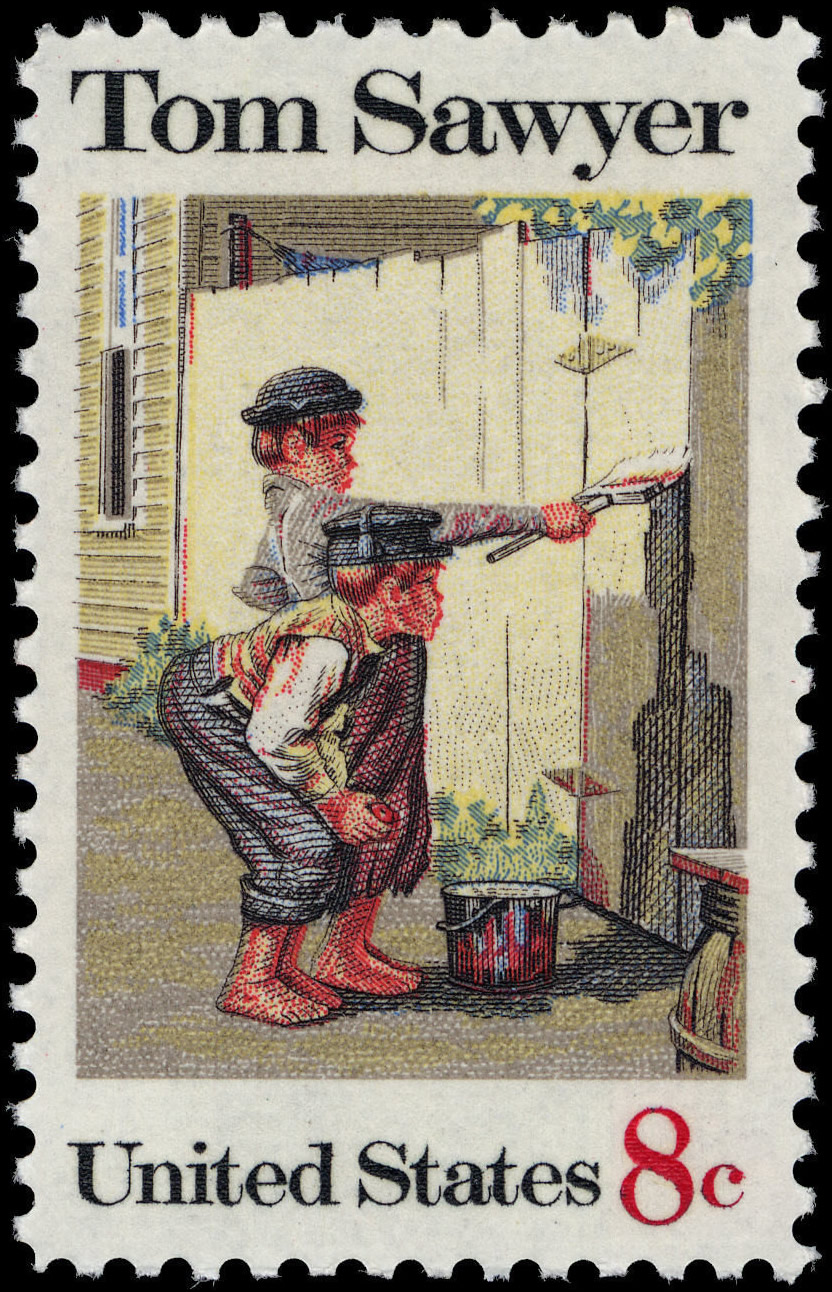
توم سوير، طابع تذكاري أمريكي عام 1972 يظهر السياج المطلي باللون الأبيض.

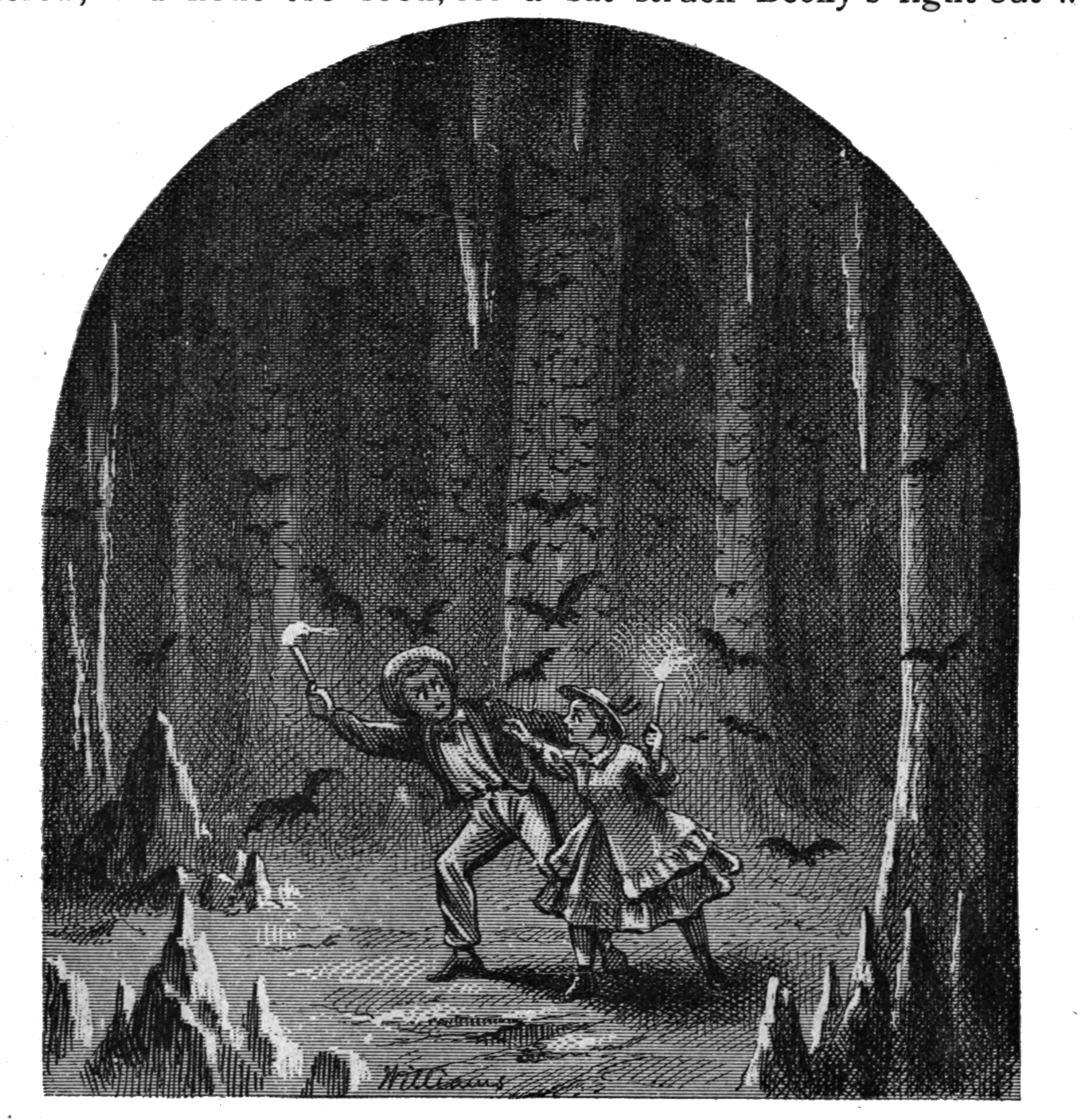
توم وبيكي ضائعان في الكهوف. رسم توضيحي من طبعة 1876 للفنان ترو ويليامز.

توم سوير، يتيم، يعيش مع عمته بولي وأخيه غير الشقيق سِيد في بلدة خيالية اسمها سانت بطرسبرغ في ميسوري، في وقت ما في أربعينات القرن التاسع عشر. صبي محب للمرح، يتخطى توم المدرسة ليذهب للسباحة ويُجبر على تبييض سور عمته طوال اليوم التالي، السبت، كعقوبة.
في أحد أكثر المشاهد شهرة في الأدب الأمريكي، يقنع توم بذكاء أطفال الحي المختلفين بتبادله بالحلي الصغيرة والكنوز مقابل «امتياز» القيام بعمله الممل، باستخدام علم النفس العكسي لإقناعهم بأنه نشاط ممتع. .
يقع توم في حب بيكي تاتشر، وهي فتاة جديدة في المدينة وابنة قاضٍ بارز. ويقنعها في النهاية بالمشاركة بتقبيله. سرعان ما تنهار علاقتهما الرومانسية عندما تكتشف أن توم كان له علاقة مع تلميذة أخرى، إيمي لورانس وأن بيكي لم تكن صديقته الأولى.
بعد وقت قصير من تجنبه بيكي له، يرافق توم هاكلبري فين، وهو صبي متشرد يعجب به جميع الأولاد الآخرين، إلى مقبرة في منتصف الليل لأداء طقوس خرافية مصممة لعلاج الثآليل وهي كتالي : تاخذ قطتك وتذهب به إلى المدافن قربى منتصف اليل بعد دفن أحد الأشخاص الأشرار عندما ينتصف اليل سيأتي الشيطان و ربما اثنان أوثلاثة لكنك لن تستطيع رؤيته يمكنك فقط سماع صوت أشبه بالريح أو ربما ستسمعهم يتحدثون وعندما يأخذون هذا الشخص بعيداً تلقي بقطتك وراءهم وتقول فاليتبع الشيطان الجيفة والتتبع القطة الشيطان والتتبع البثور القطة لقد سئمتك ! وسينتزع البثرة . في المقبرة، شاهدوا ثلاثة من خاطفي الجثث، الدكتور روبنسون، وماف بوتر وإنجون جو، يسرقون قبرًا. ماف بوتر في حالة سكر ويخرج في النهاية إلى اللون الأسود، بينما يدخل إنجون جو في معركة مع الدكتور روبنسون ويقتله. ثم يبدو أن إنجون جو يؤطر ماف بوتر لقتله. يقسم توم وهاكلبري فين قسم الدم بعدم إخبار أي شخص عن جريمة القتل، خوفًا من أن يكتشف إنجون جو بطريقة ما أنها كانت عليهما ويقتلهما بدوره. يُسجن ماف بوتر في النهاية، على افتراض أنه ارتكب جريمة القتل في حالة سكر وقبول ذنبه ومصيره.
يشعر توم بالملل من المدرسة، ومع أصدقائه جو هاربر وهاكلبيري فين، يهربون إلى جزيرة جاكسون في نهر المسيسيبي لبدء حياتهم كـ «قراصنة». أثناء تمتعهم بحريتهم، يدركون أن المجتمع يجوب النهر بحثًا عن أجسادهم، لأن الأولاد مفقودون ويفترض أنهم ماتوا. يتسلل توم إلى المنزل في إحدى الليالي لملاحظة الضجة وبعد لحظة وجيزة من الندم على معاناة أحبائه، صدمته الفكرة العظيمة المتمثلة في الظهور في جنازته. قام الثلاثي فيما بعد بتنفيذ هذا المخطط، حيث ظهر بشكل مثير ومفاجئ في الكنيسة في منتصف خدمة الجنازة المشتركة، وكسب الاحترام الهائل من زملائهم في الفصل للحركة. بالعودة إلى المدرسة، يستعيد توم تفضيل بيكي بعد أن يقبل بنبل اللوم والضرب بالعصا على كتاب مزقته.
في المحكمة، يعلق إنجون جو جريمة القتل على ماف بوتر، على الرغم من أن توم وهاكيلبيري فين يعلمان أنه بريء. في محاكمة بوتر، قرر توم تحدي قسم الدم مع هاك وتحدث ضد إنجون جو، الذي يهرب بسرعة عبر النافذة قبل أن يتم القبض عليه. من الآن فصاعدًا، يعيش الأولاد في خوف دائم من انتقام جو لتجريمه.
يصل الصيف ويقرر توم وهاك البحث عن الكنز المدفون في منزل مسكون. بعد مغامراتهم في الطابق العلوي، سمعوا ضجيجًا في الأسفل وحدقوا من خلال ثقوب في الأرض، ورأوا الإسباني الصم والبكم الذي ظهر في القرية قبل بضعة أسابيع من الكشف عن نفسه على أنه إنجون جو. يتحدث بحرية، إنجون جو وخطة رفيقة لدفن بعض الكنوز المسروقة الخاصة بهم في المنزل. من مكان اختبائهم، يتلوى توم وهاك ببهجة لاحتمال اكتشافه. عن طريق الصدفة، يكتشف الأشرار كنزًا ذهبيًا أكبر مدفونًا في الموقد وينقلونه إلى مكان اختباء أفضل. الأولاد مصممون على العثور عليه وفي إحدى الليالي، اكتشفهم هاك وتتبعهم؛ سمع عن خطط إنجون جو لاقتحام منزل الأرملة الثرية دوغلاس وتشويه وجهها انتقامًا لزوجها الراحل، قاضي السلام، بعد أن أمره ذات مرة بجلده علنًا بسبب التشرد. يعمل لجلب المساعدة، يمنع هاك الجريمة ويطلب عدم الكشف عن اسمه خوفًا من انتقام إنجون جو، وبالتالي يصبح بطلاً مجهولاً.
يذهب توم في نزهة إلى كهف ماكدوجال مع بيكي وزملائهم في الفصل. يضيع توم وبيكي وينتهي بهما الأمر بالتجول في الكهف لعدة أيام، ويواجهان الجوع والجفاف. يصبح `` بيكي  شديد الجفاف وضعيفًا ويزداد بحث `` توم  عن مخرج يائسًا. واجه إنجون جو في الكهوف ذات يوم لكنه لم يراه خصمه. في النهاية، يجد توم مخرجًا ويتم الترحيب بهم بسعادة من قبل مجتمعهم. قام القاضي تاتشر، والد بيكي، بإغلاق كهف ماكدوغال بباب حديدي. عندما سمع توم عن الختم بعد أسبوعين، أصيب بالرعب، مع العلم أن إنجون جو لا يزال في الداخل. يوجه كيسًا إلى الكهف، حيث يجدون جثة إنجون جو داخل المدخل المغلق، جوعًا حتى الموت بعد أن أكلوا بشدة الخفافيش النيئة وأعواد الشموع كملاذ أخير. أصبح مكان وفاته والأكواب الموجودة في الموقع التي استخدمها لجمع المياه من الهوابط المتساقطة نقطة جذب سياحي محلية.
بعد أسبوع، بعد أن استنتج من وجود إنجون جو في كهف ماكدوغال أن الشرير قد أخفى الذهب المسروق بداخله، أخذ توم هاك إلى الكهف ووجدوا صندوقًا من الذهب، تم استثمار عائداته لهم. يتبنى الأرملة دوغلاس هاك لكنه يجد قيود الحياة المنزلية المتحضرة مؤلمة، محاولًا الهروب مرة أخرى إلى حياته المتشردة. يخدعه توم ليعتقد أنه يمكنه لاحقًا الانضمام إلى مخطط توم الجديد لتأسيس فرقة لصوص إذا عاد إلى الأرملة. يوافق هاك على مضض ويعود إلى الأرملة.

## الأهمية
تحتوي الرواية على عناصر من الفكاهة والهجاء والنقد الاجتماعي. الميزات التي جعلت في وقت لاحق مارك توين واحدًا من أهم مؤلفي الأدب الأمريكي. يصف مارك توين بعض أحداث سيرته الذاتية في الكتاب. تدور أحداث الرواية حول بيت الطفولة الفعلي لمدينة توين في هانيبال، بالقرب من سانت لويس، والعديد من الأماكن في الرواية حقيقية، وتشهد اليوم صناعة السياحة نتيجة لذلك.

## روابط خارجية
- مغامرات توم سوير على موقع الموسوعة البريطانية (الإنجليزية)